# География Кабо-Верде
Кабо-Верде — государство на засушливых островах Зелёного Мыса в Атлантическом океане, которые являются родиной многих птиц и рептилий. Острова составляют уникальный экорегион по классификации Всемирного фонда дикой природы.

## Местоположение и описание

Карта Кабо-Верде

Острова Зелёного Мыса представляют собой архипелаг из 10 крупных и 8 мелких островов в центральной части Атлантического океана приблизительно в 570 км от западного побережья Африки, условно подразделяемых на Подветренную (порт. sotavento) и Наветренную (порт. barlavento) группы.
В Наветренную группу (Барлавенту) входят острова: Санту-Антан, Сан-Висенте, Сан-Николау, Санта-Лузия, Сал, Боавишта. В Подветренную группу (Сотавенту) входят острова: Сантьягу, Брава, Фогу, Маю. Единственный необитаемый остров из вышеперечисленных — Санта-Лузия. Малые острова: Бранку, Гранди, Душ-Пассаруш, Луиш-Карнейру, Разу, Санта-Мария, Сападу, Сима.
Три острова — Сал, Боавишта, и Маю — являются плоскими и испытывают недостаток в естественном водоснабжении. Горы выше 1280 метров находятся на Сантьягу, Фогу, Санту-Антан, и Сан-Николау.
Песок, который несут сильные ветры, вызвал эрозию на всех островах, особенно на Наветренных. Чистые, зубчатые утёсы повышаются с моря на нескольких из гористых островов. Нехватка естественной растительности в нагорьях и на побережье также способствует эрозии почвы. Только внутренние долины поддерживают естественную растительность.

## Данные
Географические координаты
16° с. ш. 24° з. д.
Площадь
Всего: 4033 км²
Суша: 4033 км²
Вода: 0 км²
Крайние точки
Север
Понта-ду-Сол, остров Санту-Антан
Юг
недалеко от Фигейра-Паван, остров Фогу или остров Брава
Запад
мыс недалеко от Таррафал-де-Монте-Тригу, остров Санту-Антан (также является крайней западной островной точкой Африки)
Восток
мыс в 5 км на востоко-юго-восток от Таралеса, остров Боавишта

### Климат
| Климатограмма Праи                    | Климатограмма Праи | Климатограмма Праи | Климатограмма Праи | Климатограмма Праи | Климатограмма Праи | Климатограмма Праи | Климатограмма Праи | Климатограмма Праи | Климатограмма Праи | Климатограмма Праи | Климатограмма Праи |
| ------------------------------------- | ------------------ | ------------------ | ------------------ | ------------------ | ------------------ | ------------------ | ------------------ | ------------------ | ------------------ | ------------------ | ------------------ |
| Я                                     | Ф                  | М                  | А                  | М                  | И                  | И                  | А                  | С                  | О                  | Н                  | Д                  |
| 3 25 20                               | 0 25 19            | 0 26 20            | 0 26 21            | 0 27 21            | 0 28 22            | 5 28 24            | 97 29 24           | 114 29 25          | 31 29 24           | 8 28 23            | 3 26 22            |
| Температура в °C • Сумма осадков в мм |                    |                    |                    |                    |                    |                    |                    |                    |                    |                    |                    |

Климат сухой тропический. Температура воды в океане: февраль—март +21…+22 °C, август-октябрь +25…+26 °C. На островах постоянно дует ветер, что помогает хорошо переносить летнюю жару. Осадков в течение года выпадает немного — 100—300 мм. Иногда в горах проходят сильные ливни, способные за одни сутки «вылить» до 500 мм влаги, что разрушает плодородный верхний слой почвы. Сезон дождей приходится на август—октябрь, когда дуют юго-западные муссоны. В остальное время господствуют северо-восточные пассаты. Восточный ветер харматан, дующий с Сахары в период с октября по июнь, оказывает иссушающее влияние и приносит мелкую пыль.

### Геология

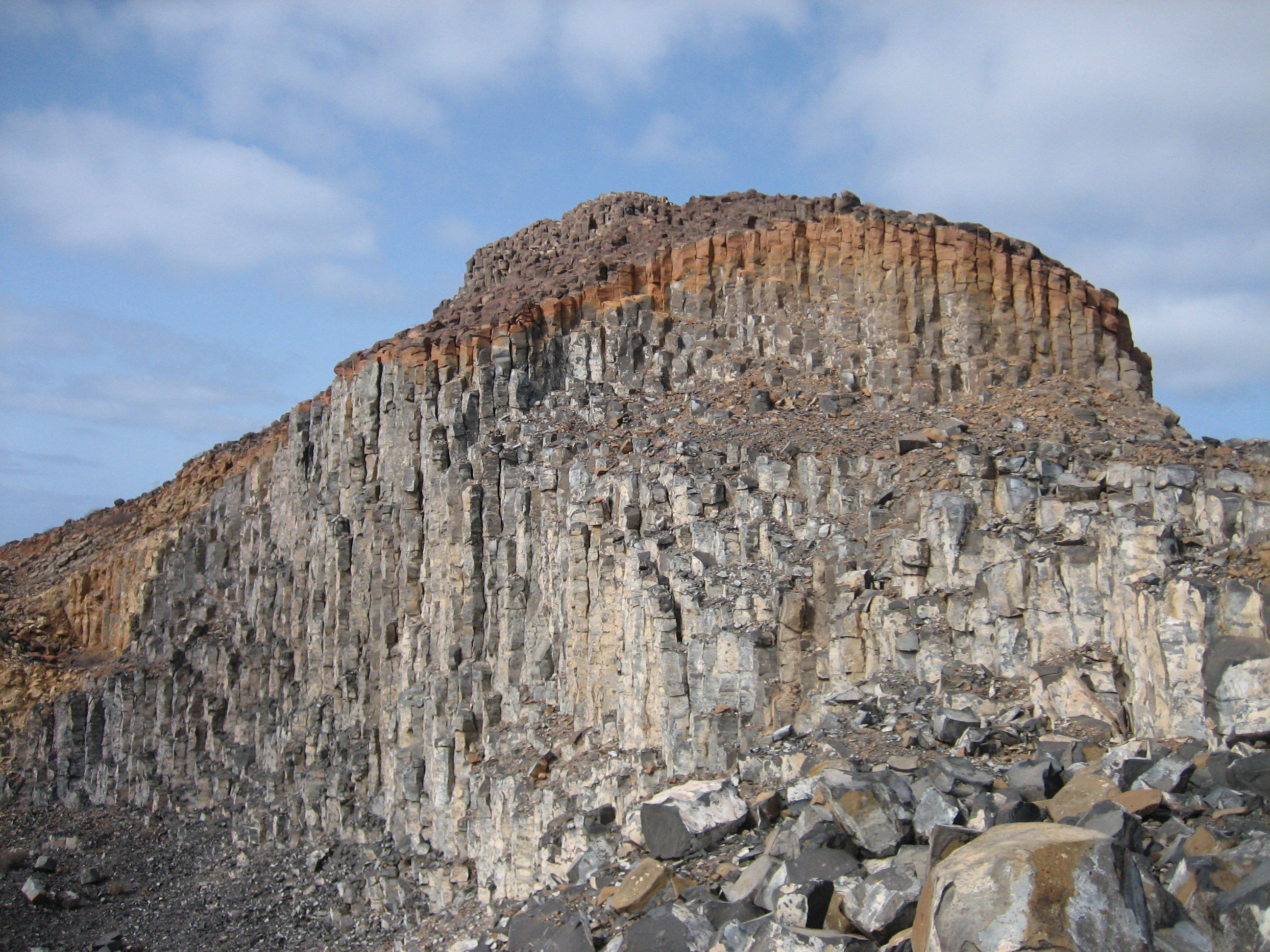
Базальтовые образования колонного типа на острове Сал, Кабо Верде.

Геологическая структура островов имеет ярко выраженное вулканическое происхождение. Острова Сал и Боавишта под воздействием солёных волн и ветра подверглись сильной эрозии, однако на морских глубинах скальный рельеф сохранил свои первозданные очертания.
Геологическое строение архипелага подробно рассмотрено А. О. Мазаровичем в работах разных лет.

### Природа и природные ресурсы
Архипелаг вулканического происхождения. Рельеф преимущественно гористый. Острова Боавишта, Маю и Сал имеют равнины. Береговая линия островов (1053 км) скалистая. Архипелаг расположен в одной из сейсмических зон Африки. Наиболее частые землетрясения наблюдаются на острове Брава. Высшая точка архипелага — действующий вулкан Фогу (2829 м), расположенный на одноимённом острове (последнее извержение произошло в 2014 г.), также выделяется вулкан Короа (1979 м) на острове Санту-Антан; низшая точка — Атлантический океан (0 м). Имеет место вулканическая и сейсмическая активность.
Полезные ископаемые: базальт, вулканический туф, известняк, каолин, пемза, пуццолан и соль. На островах Брава и Санту-Антан есть лечебные источники с минеральными водами.
Растительность скудная. В основном полупустынные и пустынные мелколиственные кустарники и травы.Флора насчитывает 450 местных видов растений и 150 завезённых. В горах произрастают несколько видов акаций, бомбардейра, кипарисы, сосны и эвкалипты, в долинах — миндаль, кокосовые и финиковые пальмы. Встречаются баобабы, драконово дерево и манго. Самый зелёный остров архипелага — Брава, иногда его называют островом цветов. Источники пресной воды — колодцы, буровые и опреснительные установки.
Фауна — разнообразный мир птиц: (белая цапля, глухари, зимородки, кулики, морские чайки, перепела, попугаи, соколы, фламинго, фрегаты); много видов ящериц. Большинство видов животных завезены поселенцами — домашний скот, кошки, кролики, крысы, мыши, обезьяны и собаки. Разнообразен мир бабочек и насекомых.
Воды островов богаты рыбой (барракуда, кефаль, лосось, макрель, морской язык, мурена, жёлтохвостый окунь, сельдь, тунец, групер). Часто можно встретить крупных особей. В пещерах и гротах водятся угри и омары. Много акул, лангустов и моллюсков. Стаи китов подходят близко к берегу. Встречаются «попугаи», другие разноцветные рыбы, целые колонии пёстрых рифовых рыб, зелёные морские черепахи до одного метра в диаметре, трёхметровый скат, рыба-шар, стаи дельфинов.

### Проблемы экологии
Вырубка лесов (для топлива) привела к практическому исчезновению рек, их русла заполняются водой только в период дождей.
Вытаптывание пастбищ скотом и неправильное использование земли приводят к эрозиям почвы. В целях защиты верхнего плодородного слоя почвы и удержания подземных вод были проведены мероприятия по возобновлению лесов. К середине 1990-х годов лесом было покрыто около 16 % территории.
Нарушение биологического баланса угрожает нескольким видам птиц и рептилий.